# Australien ved vinter-OL 2022
Australien deltog i vinter-OL 2022 i Beijing, Kina i perioden 4. – 20. februar 2022.

## Medaljer
| 2022 Beijing | Guld | Sølv | Bronze | Total |
| Australien   | 1    | 2    | 1      | 4     |

### Medaljevindere
| Australien under vinter-OL 2022 i Beijing | Australien under vinter-OL 2022 i Beijing | Australien under vinter-OL 2022 i Beijing | Australien under vinter-OL 2022 i Beijing | Australien under vinter-OL 2022 i Beijing |
| Medalje                                   | Navn                                      | Sport                                     | Event                                     | Dato                                      |
| ----------------------------------------- | ----------------------------------------- | ----------------------------------------- | ----------------------------------------- | ----------------------------------------- |
| Guld                                      | Jakara Anthony                            | Freestyle skiløb                          | Damernes pukkepist                        | 6. februar                                |
| Sølv                                      | Scotty James                              | Snowboarding                              | Mændenes halfpipe                         | 11. februar                               |
| Sølv                                      | Jaclyn Narracott                          | Skeleton                                  | Damer                                     | 12. februar                               |
| Bronze                                    | Tess Coady                                | Snowboarding                              | Damernes slopestyle                       | 6. februar                                |